# The Fireman (película)
The Fireman (Charlot, bombero o Carlitos bombero) es un cortometraje estadounidense con dirección de Charles Chaplin, y Edward Brewer en la parte técnica. Contó con actuación del mismo Chaplin, y de Edna Purviance, Lloyd Bacon y Eric Campbell. Fue estrenado el 12 de junio de 1916. 
Charlie Chaplin actúa como bombero, y Edna Purviance como la hija de un hombre, interpretado por Lloyd Bacon, que intenta que se queme su casa para cobrar el seguro. La película muestra algunas escenas en las calles de los alrededores de Los Ángeles.

## Sinopsis
Charlie es la oveja negra de la brigada de incendios a la que llegan Edna y su padre; este último viene a pedirle al jefe de la brigada que deje que su casa se queme para poder cobrar así el seguro a cambio de concederle la mano de Edna. Poco después se desata un incendio pero al advertir el padre que Edna se había quedado dormida en su cuarto corre a pedir ayuda. Charlie conduce la autobomba a toda velocidad y afrontando el peligro sube los dos pisos para salvar a Edna, de la que había quedado prendado, llegándose así a un final abierto a todas las esperanzas. 

## Reparto
- Charles Chaplin: un bombero.
- Edna Purviance: una joven.
- Lloyd Bacon: el padre de la joven.
- Eric Campbell: el jefe de la brigada de bomberos.
- Leo White: el dueño de la casa incendiada.
- Albert Austin: otro bombero.
- John Rand:[7] otro bombero.
- James T. Kelley:[8] otro bombero.
- Frank J. Coleman:[9] otro bombero.

## Crítica
Esta película se cuenta entre las escritas por Chaplin rápidamente, pero ya hay un esbozo de los personajes que estarán dentro del elenco permanente de trabajos posteriores. Chaplin busca el gag original: saluda militarmente a cada puntapié que le envía su jefe, pero reacciona con vigor cuando su subalterno lo trata de la misma manera. Se queda en el molde cuando es sorprendido en falta, se engrasa el cuello con la aceitadora, abraza una planta mientras su jefe hace lo mismo con Edna, etc. Por otra parte se dibujan dos vertientes: una, la sentimental (escena del cortejo a Edna y del beso a escondidas); y la otra, hacia el drama (la víctima del incendio llorando sobre su hombro, los simulacros de desmayos en el curso de un alboroto con Campbell y después del rescate de Edna). La expresión de la cara cobra importancia, y con ella el actor representa y muestra el encanto, la malicia, el sufrimiento. El monigote se humaniza, el vagabundo se anuncia.
Se encuentra lo que aparecerá en todas las películas de la serie: las intrigas que se intercambian en el dúo de Chaplin y Campbell, en las que los personajes bajo sus distintos aspectos cobran un valor simbólico: el de la fuerza bruta es el poder con el que se daña al débil, pero éste se salva porque lucha de igual a igual con sus habilidades, sus trucos, su inteligencia.